# Megachernes glandulosus
Espèce
Megachernes glandulosus est une espèce de pseudoscorpions de la famille des Chernetidae.

## Distribution
Cette espèce est endémique du Hubei en Chine. Elle se rencontre dans la grotte Xiao Dong à Banqiao.

## Description
Le mâle holotype mesure 5,3 mm.

## Publication originale
- Mahnert, 2009 : New species of pseudoscorpions (Arachnida, Pseudoscorpiones: Chthoniidae, Chernetidae) from caves in China. Revue Suisse de Zoologie, vol. 116, no 2, p. 185-201 (texte intégral).